# Walter Fuchs (Sinologe)
Walter Fuchs (* 1. August 1902 in Berlin; † 5. März 1979 in Köln) war ein deutscher Sinologe und Tungusologe.

## Leben
Walter Fuchs studierte bei dem niederländischen Sinologen Jan Jacob Maria de Groot und wurde 1925 bei Otto Franke in Berlin zum Doktor der Philosophie promoviert. Seine Dissertation erschien 1927 unter dem Titel Die politische Geschichte des Turfangebietes bis zum Ende der Tang-Zeit in der Ostasiatischen Zeitschrift. Nach der Promotion arbeitete er zunächst als Kustos am Berliner Museum für Völkerkunde und ging 1926 als Lektor nach Mukden. Zum 1. Oktober 1934 trat er der NSDAP bei (Mitgliedsnummer 2.248.380). Er siedelte 1938 nach Peking über, wo er an der katholischen Fu-Jen-Universität lehrte und ab 1940 am Deutschland-Institut arbeitete.
1947 musste er China verlassen und kam ins Internierungslager Ludwigsburg. Wegen seiner NSDAP-Mitgliedschaft erhielt er zunächst keine Stelle als Wissenschaftler. Er lebte bei seinen Eltern in Berlin-Frohnau und 1948 in Seefeld. 1949 trat er eine Vertretungsprofessur an der Universität Hamburg an, 1951 wurde er bei Erich Haenisch habilitiert und wechselte im selben Jahr als Privatdozent nach München. Ab 1956 war er Professor für Sinologie, zunächst an der Freien Universität Berlin und von 1960 bis 1970 an der Universität zu Köln.
Fuchs beschäftigte sich mit neuerer chinesischer Geschichte, mandschurischer Sprache und Literatur und chinesischer Kartografie. Er leistete einen Beitrag zum Abschnitt Tungusologie im Band Altaistik des Handbuchs der Orientalistik und war Mitherausgeber der wissenschaftlichen Fachzeitschriften Monumenta Serica, Sinologica Basel, Oriens Extremus und Sinologica Coloniensia. Michael Weiers widmete ihm 1982 postum die Festschrift Florilegia Manjurica.

## Veröffentlichungen (Auswahl)
- Zur technischen Organisation der Übersetzungen buddhistischer Schriften ins Chinesische. In: Asia Major. 6, 1930, ISSN 0004-4482, S. 84–103, PDF; 495 KB (Memento vom 2. September 2004 im Internet Archive).
- Zum mandjurischen Kandjur. In: Asia Major. 6, 1930, S. 388–402, PDF; 359 KB (Memento vom 1. September 2004 im Internet Archive), (Nachtrag in 7, 1932, S. 484–485, PDF; 38 KB (Memento vom 2. September 2004 im Internet Archive)).
- Neues Material zur mandjurischen Literatur aus Pekinger Bibliotheken. In: Asia Major. 7, 1932, S. 469–482, PDF; 340 KB (Memento vom 2. September 2004 im Internet Archive).